# Termitoderus grassei
Termitoderus grassei is een keversoort uit de familie bladsprietkevers (Scarabaeidae). De wetenschappelijke naam van de soort is voor het eerst geldig gepubliceerd in 1966 door Mateu.